# Ocieka
Ocieka – wieś w Polsce położona w województwie podkarpackim, w powiecie ropczycko-sędziszowskim, w gminie Ostrów.
| SIMC    | Nazwa     | Rodzaj    |
| ------- | --------- | --------- |
| 0658099 | Kmiecie   | część wsi |
| 0658107 | Łazak     | część wsi |
| 0658113 | Pożoga    | część wsi |
| 0658120 | Sadykierz | część wsi |
| 0658136 | Wilczyca  | część wsi |
| 0658142 | Zagrody   | część wsi |
| 0658159 | Zarzecze  | część wsi |

W latach 1954–1972 wieś należała i była siedzibą władz gromady Ocieka. W latach 1975–1998 miejscowość administracyjnie należała do województwa rzeszowskiego.
We wsi znajdują się bunkry i fragmenty wyrzutni rakiet V-2 – pozostałość niemieckiego poligonu doświadczalnego z czasów III Rzeszy.

## Sport i rekreacja
W Ociece działa klub Sportowy Victoria Ocieka, który został założony w 2001 roku. Jesienią 2001 roku klub mógł przystąpić do rozgrywek piłkarskich w C klasie grupy dębickiej. W 2005 roku po reorganizacji grup, zlikwidowano C klasę i klub został przeniesiony do B klasy, a w 2008  awansował do klasy A.

## Religia
- parafia św. Katarzyny Aleksandryjskiej w Ociece
- kościół św. Katarzyny Aleksandryjskiej w Ociece